# 小鳩の愛 〜eye〜
『小鳩の愛〜eye〜』（こばとのあい）は、2014年4月からアール・エフ・ラジオ日本（ラジオ日本）が放送している福祉関連のラジオ番組。ラジオ日本の親会社である日本テレビ放送網と日本テレビ小鳩文化事業団の協賛・制作協力のもとで放送されている。
番組は毎回、視覚障害者の役に立つ情報や目の見える晴眼者にとっても有益な情報を発信している。各回の放送内容はラジオ放送の後、再編集をした上でポッドキャスト配信される。

## パーソナリティ
パーソナリティは代々、日本テレビのアナウンサーが担当している。
| 期間      | 期間      | 担当者     |
| --------- | --------- | ---------- |
| 2014.4.5  | 2019.6.29 | 今井伊佐男 |
| 2019.7.6  | 2020.9.26 | 延友陽子   |
| 2020.10.3 | 2023.7.29 | 杉上佐智枝 |
| 2023.8.5  |           | 杉野真実   |

## ネット局
| 放送対象地域 | 放送局           | 系列     | 放送日時 (JST)                   |
| ------------ | ---------------- | -------- | -------------------------------- |
| 神奈川県     | ラジオ日本 (RF)  | 独立局   | 土曜 8:15 - 8:30（2020年4月 - ） |
| 富山県       | 北日本放送 (KNB) | JRN・NRN | 日曜 7:15 - 7:30                 |